# Die Zerstörung der Vernunft
Die Zerstörung der Vernunft ist ein 1954 erstveröffentlichtes Werk des ungarischen marxistischen Philosophen Georg Lukács. In späteren Ausgaben wurde der Untertitel Der Weg des Irrationalismus von Schelling zu Hitler hinzugefügt, der auch als verkürzte Inhaltsangabe zu verstehen ist.

## Entstehungsgeschichte
Die Entstehungsgeschichte ist komplex. Im August 1933 hatte Lukács in Moskau ein über 200-seitiges Typoskript Wie ist die faschistische Philosophie in Deutschland entstanden? abgeschlossen. Ein zweites Typoskript Wie ist Deutschland zum Zentrum der reaktionären Ideologie geworden wurde 1942 in Taschkent fertiggestellt. Dieser Text ist um den Teil über den Sozialfaschismus der SPD gekürzt und zeigt dabei bereits die Linienführung der Zerstörung der Vernunft. Die beiden Typoskripte wurden von László Sziklai aus dem Nachlass herausgegeben (Budapest 1982).

## Inhalt
Von Hegels Begriff der „universalen Vernunft“ ausgehend, interpretiert Lukács die gesamte deutsche bürgerliche Philosophie nach Hegel als reaktionäre und irrationale Antwort auf das Phänomen des Klassenkampfes. Die Entwicklungslinie dieses Denkens führt vom Spätwerk Schellings über Schopenhauer, Kierkegaard, Nietzsche und die Lebensphilosophie hin zur politischen Wirksamkeit im Faschismus. Auch in der verhältnismäßig jungen Wissenschaft der Soziologie sei diese Entwicklung zu beobachten; der liberale Rationalismus Webers sei von den metaphysisch-theologischen Konzepten von Carl Schmitt und Othmar Spann abgelöst worden.
Lukács definiert Irrationalismus anhand der Merkmale

„Herabsetzung von Verstand und Vernunft, kritiklose Verherrlichung der Intuition, aristokratische Erkenntnistheorie, Ablehnung des gesellschaftlich-geschichtlichen Fortschritts, Schaffung von Mythen“

Für Lukács ist dieser Irrationalismus im Philosophischen vor allem dadurch gekennzeichnet, dass die Möglichkeit von Erkenntnis überhaupt als beschränkt angesehen wird, anstatt in der Nachfolge Hegels weitere Erkenntnisfortschritte durch Anwendung der Methode des dialektischen Materialismus zu versuchen. Die höchste Entwicklungsstufe bürgerlicher Philosophie sei Hegels Dialektik gewesen; von dessen Begriff des objektiven Geistes her sei jede individualistische Position in der Philosophie als irrational zu bewerten.

## Rezeption
Gerade dieses Werk wird „von vielen bis heute als der Tiefpunkt seiner langen Laufbahn betrachtet“. Im Historischen Wörterbuch der Philosophie wird Lukács’ Irrationalismus-Begriff als pauschal und polemisch bezeichnet, nach der Auffassung des ungarischen Philosophen sei jedes Denken, das sich nicht auf der Grundlage des Marxismus entwickelte, irrational, was jedoch nach Silvie Rücker nicht zutreffend ist.
Unter Denkern der marxistischen Tradition wurde das Werk zum Teil positiv, zum Teil negativ aufgenommen.
Der Abendroth-Schüler Reinhard Kühnl, dessen Faschismustheorie sowohl liberale Demokratie wie faschistische Diktatur als Formen bürgerlicher Herrschaft ansieht, würdigte das Werk als zutreffende Analyse der geistesgeschichtlichen Genese des Faschismus, welches überdies auch eine grundsätzliche politisch-philosophische Strategie zum Kampf gegen Faschismus und Kriegsgefahr in der Gegenwart enthalte.
Die Zerstörung der Vernunft erschien kurz nach der Institutionalisierung der DDR-Philosophie und avancierte alsgleich zum Handbuch der Disziplin Geschichte und Kritik der bürgerlichen Ideologie.
Der Person Lukács wurde hingegen der Vorwurf des Revisionismus gemacht, besonders nach der Beteiligung des Philosophen an der Regierung von Imre Nagy 1956. Theodor Adorno wiederum erklärte sarkastisch, das Buch zeige am deutlichsten die Zerstörung von Lukács’ eigener Vernunft. Er kritisierte: „Nietzsche und Freud wurden ihm schlicht zu Faschisten, und er brachte es über sich, im herablassenden Ton eines Wilhelminischen Provinzialschulrats von Nietzsches ‚nicht alltäglicher Begabung‘ zu reden“.